# Пересільд Анна Олексіївна
Пересільд Анна Олексіївна або Анка Пересільд (рос. Пересильд, Анна Алексеевна; 20 травня 2009, Москва, Росія) — російська актриса, дочка актриси Юлії Пересільд та режисера Олексія Учителя. Відомо, що батьки проти того, щоб вона починала кар'єру в кіно, і якийсь час відхиляли відповідні пропозиції. Проте у 2018 році Анна отримала роль у фільмі «Чернетка». У 2020 році вона знялася в картині Наталії Кончаловської «Перший сніг», у 2022 році зіграла центральну роль дівчинки-альбіноса Муки у фільмі Анни Гороян «Тібра», причому отримала за цю роботу головну жіночу нагороду на кінофестивалі SOL у Торрев'єсі. Її гру високо оцінили рецензенти.
2023 року Анна Пересільд з'явилася в серіалі Жори Крижовнікова «Слово пацана. Кров на асфальті» в одній із головних ролей. Вона зіграла Айгуль.
Анна Пересільд є об'єктом інтересу ЗМІ у тому числі і як дочка знаменитої матері. Ряд федеральних телеканалів узяв у неї інтерв'ю в 2021 році в Байконурі, коли Юлія Пересільд знаходилася в космосі, на зйомках фільму «Виклик». Мати і дочка брали участь у телевізійному шоу «Дві зірки». У 2022 році в журналі «Москва» було опубліковано думку Анни Пересільд про особливості столичного життя.

## Фільмографія

### Фільми
| Рік  |   | Українська назва | Оригінальна назва | Роль                     |
| ---- | - | ---------------- | ----------------- | ------------------------ |
| 2018 | ф | Чернетка         | рос. Черновик     | дочка Петра Миколайовича |
| 2020 | ф | Цой              | рос. Цой          |                          |
| 2021 | ф | Перший сніг      | рос. Первый снег  | Аліса                    |
| 2022 | ф | Тібра            | рос. Тибра        | Мука                     |

### Серіали
| Рік  |   | Українська назва               | Оригінальна назва                    | Роль                             |
| ---- | - | ------------------------------ | ------------------------------------ | -------------------------------- |
| 2020 | с | Ніжність                       | рос. Нежность                        | Агата, дочка Сергія Миколайовича |
| 2023 | с | Слово пацана. Кров на асфальті | рос. Слово пацана. Кровь на асфальте | Айгуль                           |